# Brigitte Mral
Brigitte Mral, född 1953 i Tyskland, filosofie doktor och professor emerita i retorik vid Örebro universitet.
Mral tog 1978 magisterexamen vid Göttingens universitet, disputerade 1986 vid Uppsala universitet och blev 1995 docent inom Tema Kommunikation vid Linköpings universitet. Hon var 1987-2000 universitetslektor i Örebro, 2000-2002 professor i medie- och kommunikationsstudier och sedan 2002 professor i retorik.
Medverkade tillsammans med Joppe Pihlgren i Utbildningsradions program En svensk tiger om retorik.